# サバンナ県
サバンナ県(Savanne District)は、モーリシャスの県。
2015年の人口は6万8679人、面積は244.75km2、人口密度は280.6人/km2。
県都はSouillac。

## 観光
モーリシャス島の最南端に位置し、手付かずのままの自然が残っており風光明媚な地区であるため、観光客も多く訪れる。

## 隣接する県
- ブラックリバー県
- プレーン・ウィルヘルム県
- グラン・ポール県